# 长虹镇
长虹镇是中华人民共和国黑龙江省大兴安岭地区加格达奇区下辖的一个镇。
2022年8月，黑龙江省民政厅批复同意加格达奇区撤销长虹街道，设立长虹镇，镇人民政府驻春城路298号。

## 行政区划
长虹镇下辖以下村级行政区划单位：长青路社区、鑫源社区、春城社区和五一村。